# Sandro Semedo
Sandro Semedo (1996. december 3. –) portugál labdarúgó, középpályás.

## Pályafutása
Semedo az angol Stoke City, Colchester United és Leyton Orient akadémiáin nevelkedett. Utóbbi csapatban 2016 áprilisában mutatkozott be az angol negyedosztályban egy AFC Wimbledon elleni mérkőzésen. 2018-ban a moldáv Zimbru Chișinău, 2019-ben a bolgár élvonalbeli Dunav Rusze játékosa volt. 2020 augusztusa óta a magyar élvonalbeli Zalaegerszegi TE labdarúgója.